# Зоран Кузмановић
Зоран Кузмановић (Смедерево, 1967) српски је вајар.

## Биографија
Дипломирао је 1993. и магистрирао 2002. на ФЛУ у Београду.
Основао је и руководио Уметничком радионицом Кузман у периоду 2003 — 2010.
Извршио је рестаурацију скулптура:
- „Францускиња” августа 2018.
- „Победника” фебруара 2020.
- „Сима Игуманов са сирочићима”
- Вуков споменик.[2]

Добитник је награде из фонда Илије Коларевића (1991) и Награде Бијенала у Смедереву (2005).

## Изложбе
- 1992. Октобарски салон, Ковин
- 1993. Нови чланови УЛУС-а, Београд
- 1998. Портрет кроз време, Галерија Божидар Аџија, Београд
- 1998. Мајски салон ПОЛИГРУСА, Музеј у Смедереву, Смедерево
- 1998. Уметници Смедерева, Газолдо, Италија
- 1999. Естетика отпора, Музеј историје Југославије, Београд, Нови Сад, Смедерево, Шабац, Лозница, Рума, Зрењанин
- 2002. Зоран Кузмановић – Радош Антонијевић, Галерија Чедомир Крстић, Пирот
- 2002. Зоран Кузмановић, Галерија ФЛУ, Београд
- 2002. Кузма – Радош – Селе, Градска галерија Смедерево, Смедерево
- 2002. Трећи Бијенале ликовне и примењене уметности, Центар за културу Смедерево, Смедерево
- 2003. Инсталација, БЕЛЕФ, Београд
- 2003. Зоран Кузмановић, Самостална изложба, Галерија Свети Стефан, Црна Гора
- 2004. Четврти Бијенале ликовне и примењене уметности, Центар за културу Смедерево, Смедерево
- 2004. Зоран Кузмановић, Самостална изложба, QQТец галерија, Хилден, Немачка
- 2004. Новембарски салон, Галерија Владисав Марчик, Краљево
- 2004. Зоран Кузмановић, Самостална изложба, Галерија центра за културу Сопот, Сопот
- 2005. Бијенале мале пластике, Хилден, Немачка
- 2005. Пролећна изложба УЛУС-а, Галерија Цвијета Зузорић, Београд
- 2005. Јесења изложба УЛУС-а, Галерија Цвијета Зузорић, Београд
- 2006. Самостална изложба, Галерија Задужбине Илије М. Коларца, Београд
- 2006. Селекција савремене српске скулптуре, Завичајни музеј Рума, Рума
- 2006. Пети Бијенале ликовне и примењене уметности, Центар за културу Смедерево, Смедерево
- 2007. Годишња изложба, Галерија Задужбине Илије М. Коларца, Београд
- 2008. Шесто бијенале ликовне и примењене уметности, Центар за културу Смедерево, Смедерево
- 2009. Пет година заједничког успеха US Steel Serbia, Пословни центар Ушће, Београд
- 2010. Седмо бијенале ликовне и примењене уметности, Центар за културу Смедерево, Смедерево

## Одабрани радови
- 2000. Спомен обележје жртвама НАТО бомбардовања, Смедерево (плави мермер)
- 2002. Скулптуре у базама јарбола испред Савезне скупштине, Београд
- 2005. Рељеф двоглавог орла на забату зграде Окружног суда у Смедереву
- Скулптура Човек на крају другог миленијума налази се у Историјском музеју Југославије у Београду.
- Аутопортрет Г. С. У. Смедерево
- Споменик Гаврилу Принципу[3]
- Биста Милорада Петровића Сељанчице
- Споменик породици[4]
- Споменик Александру Дероку
- Споменик Мехмед-паши и Макарију[5]
- Косовски божур[6]
- Споменик Црнотравцу неимару